# René De Hondt
René De Hondt is een Belgisch voormalig boogschutter.

## Levensloop
De Hondt behaalde met het Belgisch team (voorts bestaande uit Armand de Preter en Robert Cogniaux) goud op de Europese kampioenschappen van 1970.
Later was hij actief als coach van onder meer Nico Hendrickx en Anne Focan. Ook was hij hoofdcoach bij de Koninklijke Belgische Federatie voor Handboogschieten (KBFH).